# Gato montés de Escocia

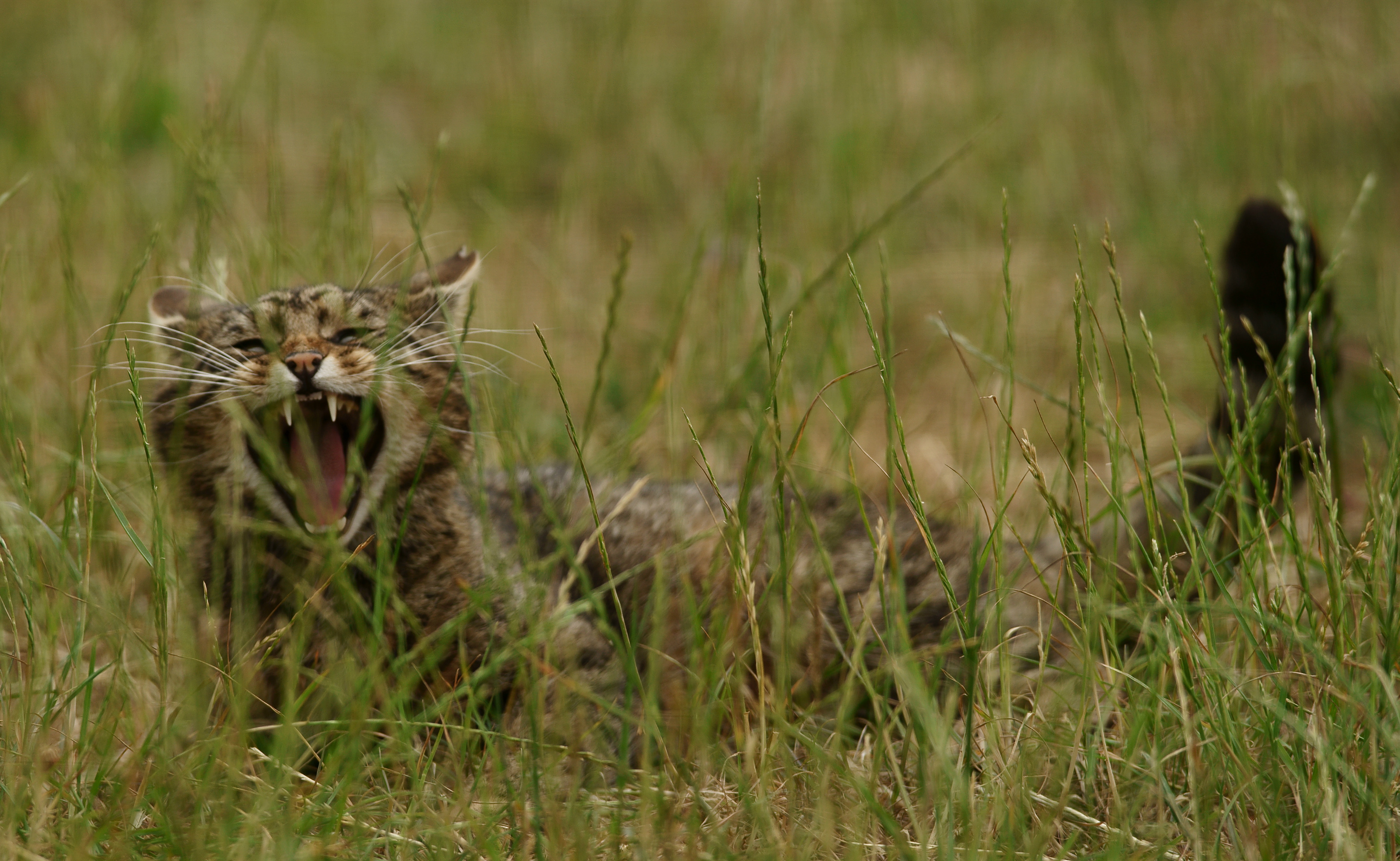
Gato montés de Escocia mostrando sus colmillos, 2013

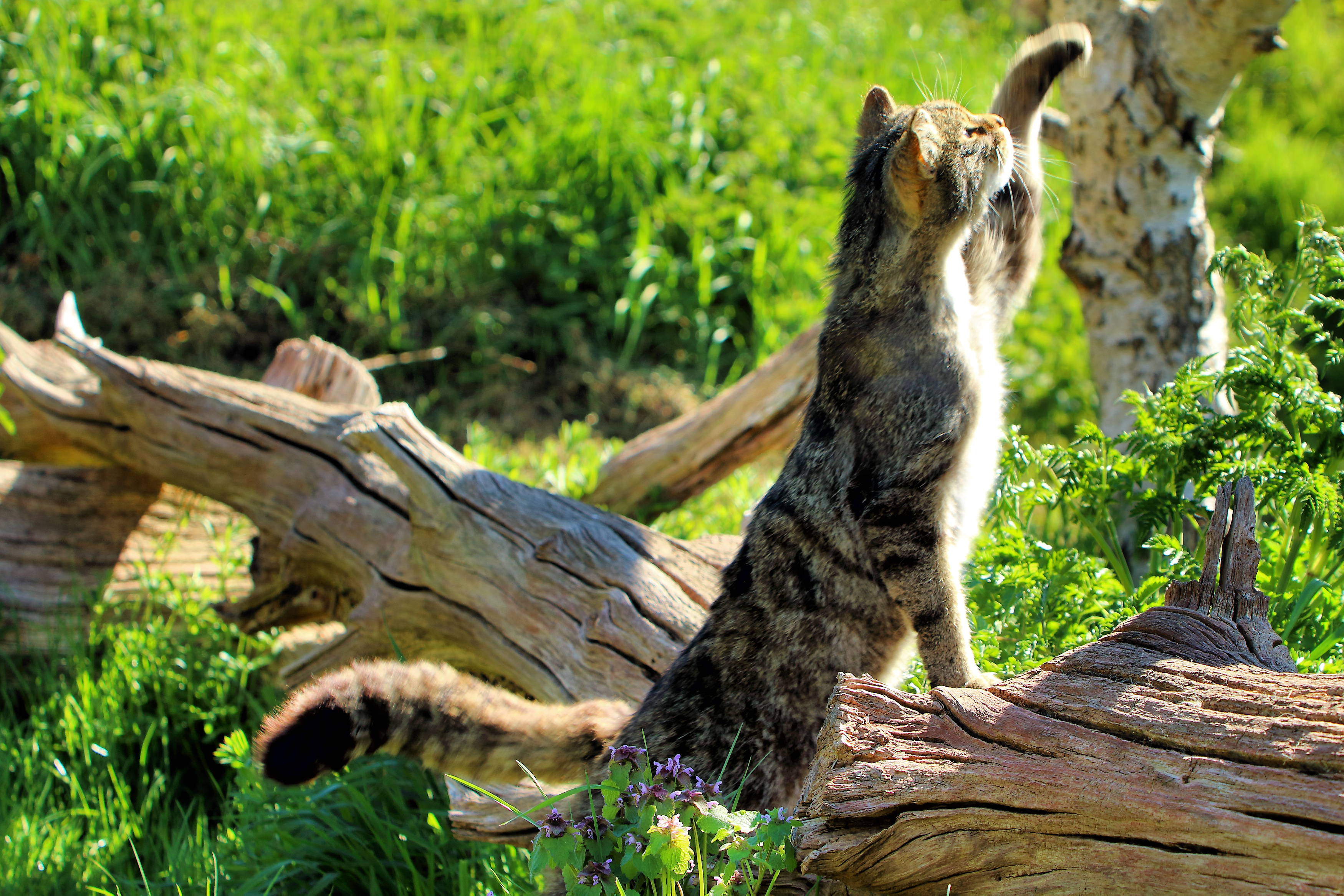
Gato montés de Escocia en el British Wildlife Centre, 2015

El gato montés de Escocia (Felis silvestris silvestris sin. Felis silvestris grampia) es una población del gato montés europeo radicada en Escocia. Se estima que esta población comprende entre 1,000 y 4,000 individuos, de los cuales se cree que unos 400 gatos cumplen con los criterios morfológicos y genéticos de un gato montés. La población de gatos monteses de Escocia solía estar ampliamente distribuida en Gran Bretaña, pero ha disminuido drásticamente desde principios del siglo XX debido a la pérdida de hábitat y la persecución. Ahora está limitado al norte y este de Escocia. Está catalogado como En Peligro Crítico en el Reino Unido y está principalmente amenazado por la hibridación con gatos domésticos. Las encuestas de captura de cámaras realizadas en las Tierras Altas de Escocia entre 2010 y 2013 revelaron que los gatos monteses viven principalmente en bosques mixtos, mientras que los gatos salvajes y domésticos fueron fotografiados principalmente en pastizales.

## Taxonomía
Felis grampia fue el nombre científico propuesto por Gerrit Smith Miller en 1907, quien describió por primera vez la piel y el cráneo de un espécimen de gato montés de Escocia. Argumentó que este espécimen macho de Invermoriston tenía el mismo tamaño que el felino europeo Felis silvestris, pero se diferenciaba por un pelaje más oscuro con marcas negras más pronunciadas y suelas de patas negras. En 1912, Miller lo consideró una subespecie de Felis silvestris grampia tras revisar 22 pieles de especímenes de Escocia en la colección del Museo de Historia Natural de Londres. Cuando Reginald Innes Pocock revisó la taxonomía del género Felis a fines de la década de 1940, tenía a su disposición más de 40 especímenes escoceses de gatos monteses en la colección del Museo. Reconoció a Felis silvestris grampia como un taxón válido.
Los resultados de los análisis morfológicos y genéticos indican que el gato montés de Escocia descendió del gato montés europeo. La población en Gran Bretaña se aisló hace unos 7,000 a 9,000 años debido a un aumento del nivel del mar después del último máximo glacial. Desde 2017, el Grupo de trabajo de clasificación de gatos del Grupo de especialistas en gatos reconoce a Felis silvestris silvestris como el nombre científico válido para todas las poblaciones de gatos monteses europeos, y F. s. Grampia como sinónimo, argumentando que es dudoso que el gato montés escocés sea lo suficientemente distinto como para otorgarle un estado subespecífico separado.
Todavía está catalogado como Felis silvestris grampia por el Sistema Integrado de Información Taxonómica.

## Características
El gato montés de Escocia se diferencia de un gato doméstico por su cráneo más pesado y robusto y sus huesos de extremidades más largos. También es más grande en tamaño corporal, pero con un tracto gastrointestinal más corto. Su pelaje es claramente de rayas sólidas con un patrón atigrado. Tiene una cola espesa y anillada que es negra en la punta, roma y sin rayas. No tiene marcas blancas como un gato doméstico, ni rayas en las mejillas y las patas traseras, ni partes inferiores manchadas o dorso de orejas de color.
La longitud de la cabeza al cuerpo de los especímenes masculinos varía de 578-636 milímetros (22,8-25,0 plg) a 578-636 milímetros (22,8-25,0 plg) con 305-355 milímetros (12,0-14,0 plg) colas largas y de especímenes femeninos de 504-572 milímetros (19,8-22,5 plg) con 280-341 milímetros (11,0-13,4 plg) colas largas. La longitud condilobasal de los cráneos de las hembras varía de 82-88 milímetros (3,2-3,5 plg) a 82-88 milímetros (3,2-3,5 plg), y de varones de 88-99 milímetros (3,5-3,9 plg). Los machos son 3,77-7,26 kilogramos (8,3-16,0 lb), mientras que las hembras son más pequeñas en 2,35-4,68 kilogramos (5,2-10,3 lb).

## Distribución y hábitat
El gato montés de Escocia ha estado presente en Gran Bretaña desde principios del Holoceno, cuando las islas británicas estaban conectadas a Europa continenta a través de Doggerland. Alguna vez fue común en toda Gran Bretaña. En el sur de Inglaterra, probablemente se había extinguido durante el siglo XVI. A mediados del siglo XIX, su rango había disminuido hacia el centro-oeste de Gales y Northumberland debido a la persecución, y en 1880 hacia el oeste y el norte de Escocia. Para 1915, ocurrió solo en el noroeste de Escocia. Tras la disminución del número de guardas de coto después de la Primera Guerra Mundial y un programa de reforestación, la población de gatos monteses aumentó nuevamente a su rango actual. La urbanización y la industrialización impidieron una mayor expansión a las partes del sur de Escocia.
Su distribución actual incluye Cairngorms, Black Isle, Aberdeenshire, Angus Glens y Ardnamurchan.
Los gatos monteses de Escocia viven en hábitats boscosos, matorrales y cerca de los bordes del bosque, pero evitan los páramos de brezo y las áreas donde crece el tojo. Prefieren áreas alejadas de tierras de uso agrícola y evitan la nieve a más de 10 cm.

## Comportamiento y ecología
Entre marzo de 1995 y abril de 1997, 31 especímenes fueron equipados con collares de radio en el área de Angus Glens y fueron rastreados durante al menos cinco meses. En todas las estaciones, estuvieron principalmente activos por la noche con actividad disminuyendo a la luz de la luna baja y en clima ventoso. Los rangos de hogar de los gatos monteses machos se superponen con los rangos de hogar de una o más hembras, mientras que los rangos de hembras rara vez se superponen. Los gatos adultos mantienen territorios más grandes que los juveniles. Marcan y defienden sus rangos de hogar utilizando marcas de olor a través de su excremento. El tamaño del rango de hogar dentro y alrededor del parque nacional Cairngorms se estimó en 2,44 - 3,8 km².
Se alimenta principalmente de conejos europeos (Oryctolagus cuniculus) y topillos agrestes (Microtus agrestis). Las plagas recolectadas en el bosque Drumtochty y en dos sitios más en las Tierras Altas de Escocia contenían restos de conejos, ratones de campo (Apodemus sylvaticus), topillos rojos (Myodes glareolus) y de aves. Los restos no consumidos de una muerte serán enterrados en un depósito para guardarlos para más adelante.

### Reproducción
Los gatos monteses de Escocia machos alcanzan la madurez sexual alrededor de los 10 meses de edad y la hembra al menos a los 12 meses. Las hembras suelen tener estro en el comienzo de marzo, y una camada suele nacer a principios de mayo después de un período de gestación de 63 a 68 días. Otro estro suele ocurrir aproximadamente un mes después, y la segunda camada nace en agosto. Los gatitos abren los ojos entre los 10 y 13 días de nacidos; sus ojos son inicialmente azules y cambian a verde alrededor de las siete semanas de edad.
En la naturaleza, el apareamiento ocurre entre enero y marzo. El tamaño de la camada varía de uno a ocho gatitos, con un tamaño medio de camada de 4 crías. Las hembras raramente dan a luz en invierno. Los gatitos nacen en una guarida, que está escondida dentro de un monolito de madera, entre montones de arbustos y debajo de las raíces de los árboles. Empiezan a aprender a cazar a las 10 a 12 semanas y están completamente destetados a las 14 semanas de edad. Dejan a sus madres alrededor de los seis meses de edad. Entre 1975 y 1978, se estimó la más alta tasa de mortalidad, mayormente por falta de alimentos.
Los gatos monteses de Escocia en cautiverio han vivido durante 15 años, pero la esperanza de vida en la naturaleza es mucho más corta debido a los accidentes de tráfico y las enfermedades transmitidas por gatos cimarrones.

## Amenazas
Las amenazas continuas para la población de gatos monteses de Escocia incluyen la pérdida de hábitat y la caza por humanos. La hibridación con gatos domésticos se considera una amenaza para su población. Es probable que todos los gatos monteses de Escocia de hoy tengan al menos una ascendencia de gatos domésticos. Los gatos domésticos también transmiten enfermedades al gato montés de Escocia, como infecciones provocadas por calicivirus felino, coronavirus felino, virus sincitial felino, rinotraqueitis viral felina, virus de inmunodeficiencia felina y virus de la leucemia felina.
Los gatos monteses de Escocia fueron cazados con frecuencia para proteger especies de aves de caza, y se los consideraba alimañas.

## Estado de conservación
El gato montés de Escocia recibió el estatus de especie protegida bajo la Ley de vida silvestre y campiña de 1981 del Reino Unido. Desde 2007, figura en el Plan de Acción de Biodiversidad del Reino Unido como una especie prioritaria. Los gatos cimarrones pueden ser cazados durante todo el año.
El Scottish Wildcat Conservation Action Plan fue desarrollado por el Scottish Wildcat Conservation Action Group (SWCAG), que estableció las prioridades de acción nacional y las responsabilidades definidas de las agencias y las prioridades de financiación para los esfuerzos de conservación del grupo entre 2013 y 2019. Su implementación es coordinada por la Scottish Natural Heritage. En la naturaleza, los esfuerzos para conservar los gatos salvajes incluyen la esterilización o eutanasia de gatos cimarrones enfermos, para evitar la hibridación y la propagación deenfermedades.
Para 2014, los miembros del proyecto habían investigado nueve áreas de acción potenciales, estableciéndose en seis, que se consideraban que tenían la mayor probabilidad de éxito de conservación, con un trabajo planificado a partir de 2015: Morvern, Strathpeffer, Strathbogie, Strathavon, Dulnain y The Angus Glens. Un área de la península remota y tranquila de Ardnamurchan fue designada un santuario de gatos monteses de Escocia, un proyecto de la Fundación Aspinall y el científico Paul O'Donoghue. Parte de su esfuerzo consiste en castrar a los gatos domésticos para evitar la hibridación con gatos salvajes.
En 2018, los esfuerzos oficiales recayeron bajo los auspicios de Scottish Wildcat Action, una coalición que incluye instituciones gubernamentales y académicas, con una lista actualizada de cinco áreas prioritarias: Strathbogie, Angus Glens, Northern Strathspey, Morvern y Strathpeffer. En 2019, un informe de Scottish Wildcat Action descubrió que la población de gatos monteses de Escocia ya no era viable y que la especie estaba al borde de la extinción.

### En cautiverio

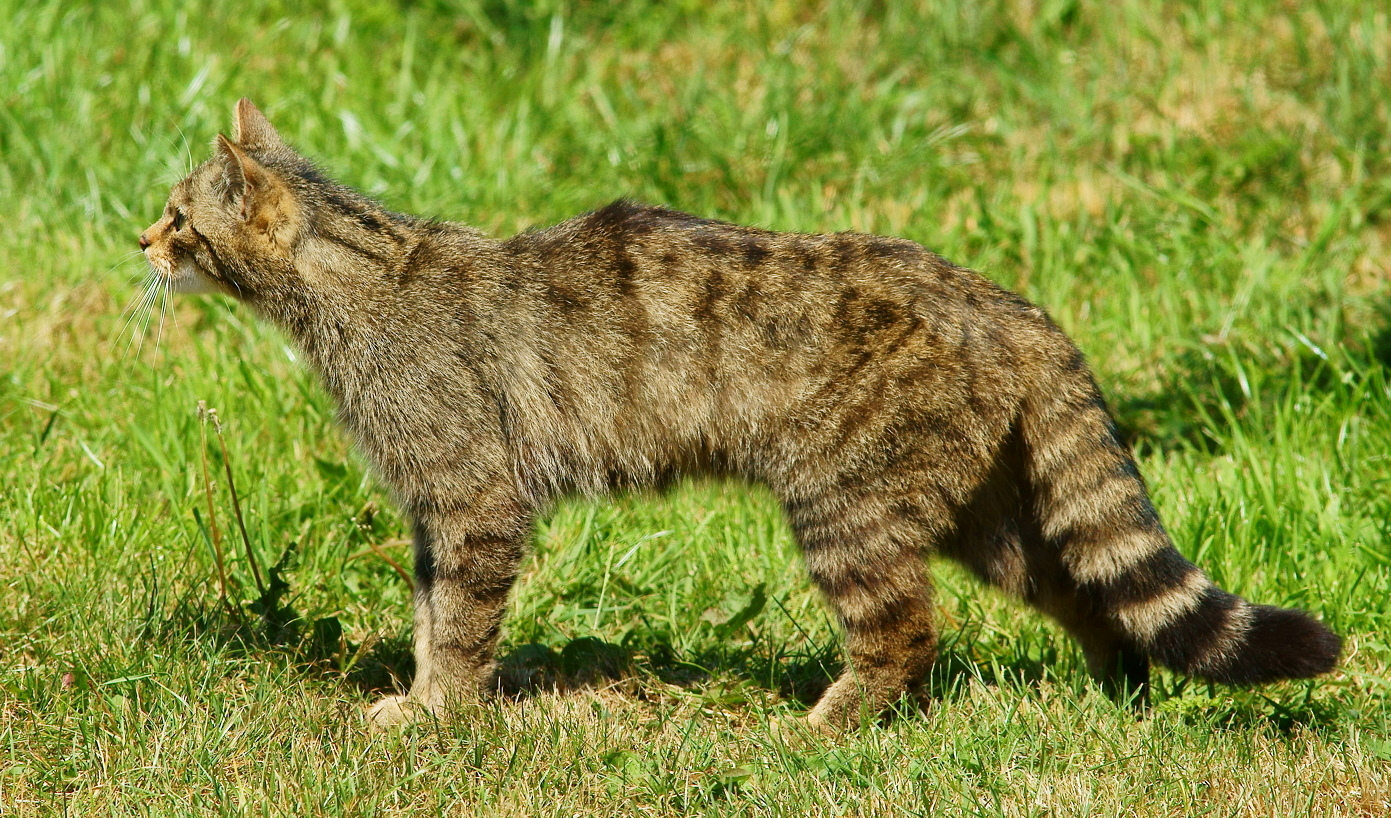
Gato montés de Escocia en el British Wildlife Centre

Se ha establecido un programa de cría en cautiverio para el gato montés de Escocia en el marco del plan de acción de conservación del gato montés de Escocia, con individuos capturados en la naturaleza que pasan las pruebas genéticas y morfológicas para ser considerados gatos monteses con menos del 5% de hibridación. Las instituciones participantes incluyen la Reserva Alladale Wilderness, el Zoológico de Chester, el Centro de Vida Silvestre Británica, el Parque de Animales Silvestres Port Lympne, el Parque de Vida Silvestre Highland y el Centro de Campo Aigas.
Este programa de cría en cautividad ha sido criticado por organizaciones de derechos de los animales como la Sociedad de Protección de Animales Cautivos, que declaró que el programa de cría tiene "poco que ver con la conservación y todo lo que tiene que ver con estos zoológicos que almacenan sus jaulas".
Seis gatitos nacieron en el Highland Wildlife Park en 2015. De 2011 a 2016, ha habido 15 gatitos sobrevivientes nacidos en Highland Wildlife Park. A diciembre de 2016, alrededor de 80 gatos monteses de Escocia estaban en cautiverio.

### Controversias
Dentro de la comunidad conservacionista, hay algunas divisiones políticas sobre acciones y estrategias adecuadas. En 2014, la Scottish Wildcat Association y Wildcat Haven desafiaron los esfuerzos de Scottish Natural Heritage. En 2017, Scottish Wildcat Action, la organización oficial del gobierno, se defendió de lo que llamó críticas injustas por parte de Wildcat Haven.

## En la cultura
El gato montés escocés es tradicionalmente un ícono del desierto escocés. El gato montés de Escocia o el gato Kellas es la inspiración probable de la criatura mitológica escocesa, Cat sìth . Ha sido un símbolo del clan Chattan, un clan escocés, desde el siglo XIII. La mayoría de los miembros del clan de Chattan tienen el gato montés de Escocia en sus insignias, y su lema es "Touch not the cat bot a glove" (no toque al gato sin usar guantes). El lema es una referencia a la ferocidad de los gatos monteses escoceses. El clan Chattan ha participado en los esfuerzos de conservación de gatos monteses de Escocia desde 2010.
En 2010, como parte del Año Internacional de la Biodiversidad, el Royal Mail emitió una serie de 10 sellos que celebraban a los mamíferos en riesgo, uno de los cuales representaba al gato montés de Escocia.

## En los medios
El gato montés de Escocia fue el tema de una película documental titulada The Tigers of Scotland que se emitió en 2017.